# Entresolat
L'entresolat, també conegut pel seu nom en italià, mezzanino, és un pis situat habitualment entre la planta baixa i la primera planta d'un edifici, però que no està inclòs en el còmput total de les plantes.
Pot quedar obert, protegit per baranes, o tancat amb una paret. En l'arquitectura industrial s'utilitza generalment com a oficina o magatzem (acostuma a donar servei al local de la planta baixa). Si es compleixen els requisits mínims d'alçada, il·luminació i ventilació prescrits per la llei i per la normativa vigent d'edificació, també pot tenir un ús residencial. El terme també pot designar un passadís voladís.

Diferents usos
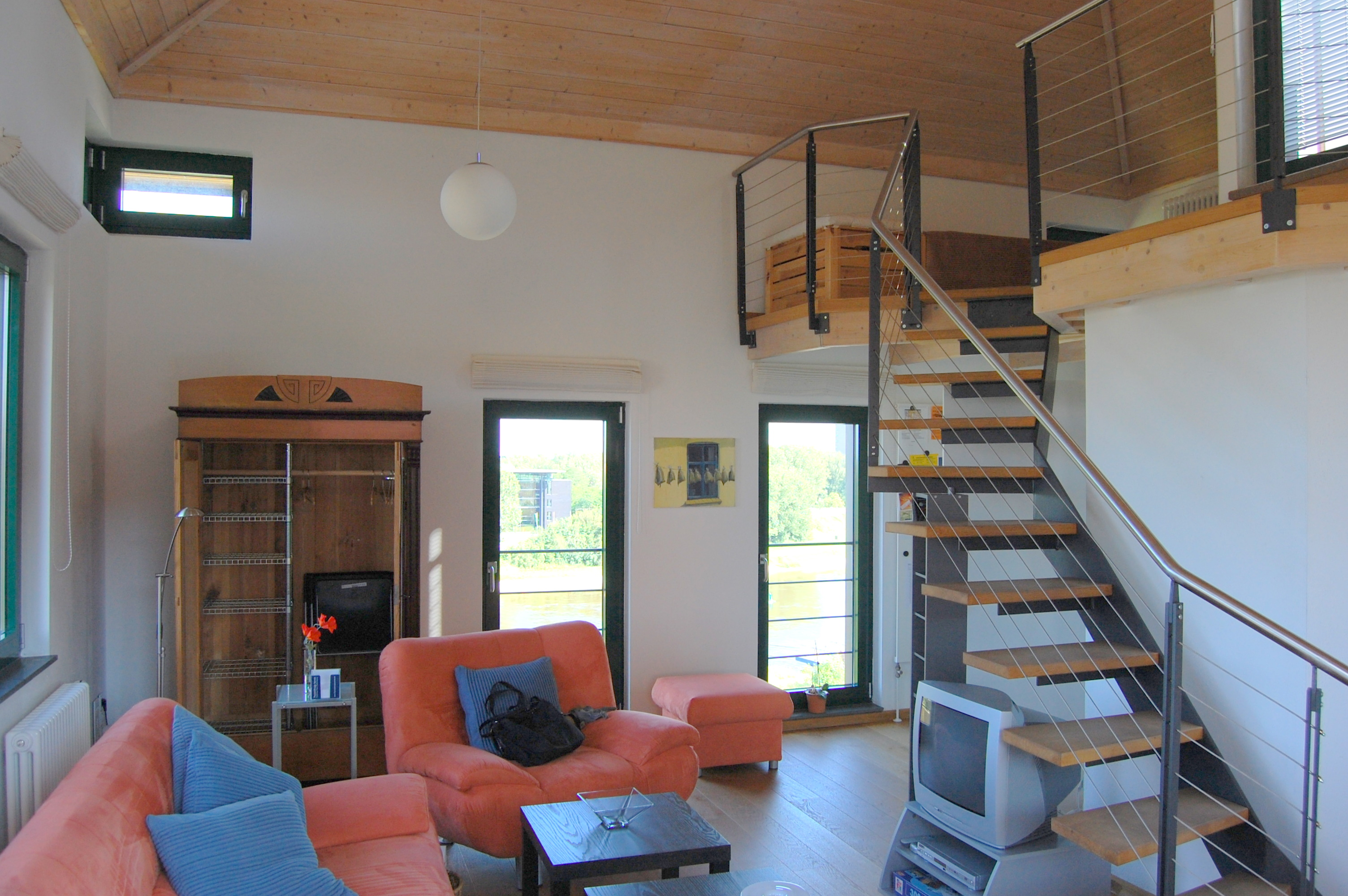
En la sala d'estar d'un apartament.
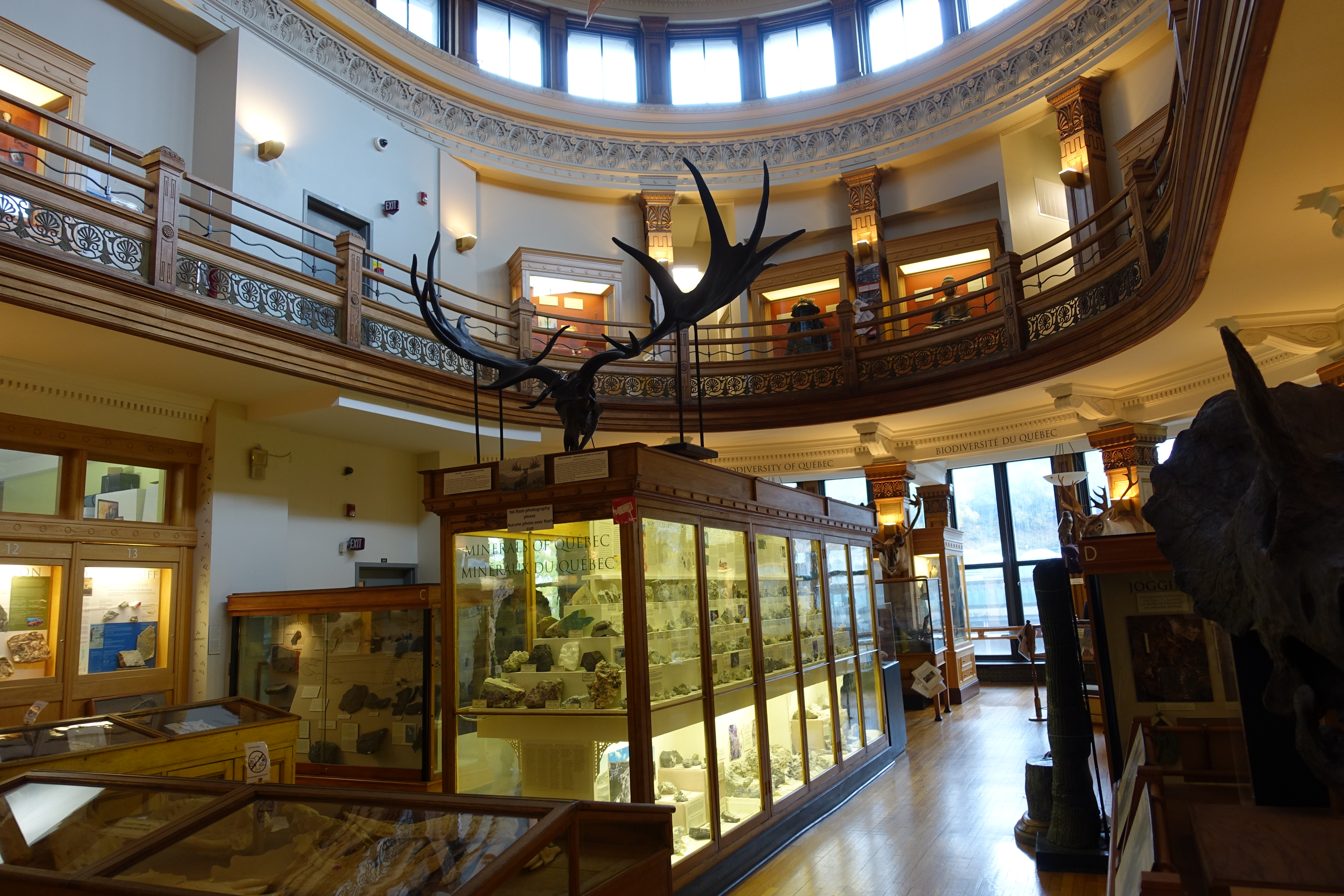
Mezzanino de la sala principal del Museu Redpath (Montreal).
Oficines en un hangar a la base aèria de Plattsburgh (NY).
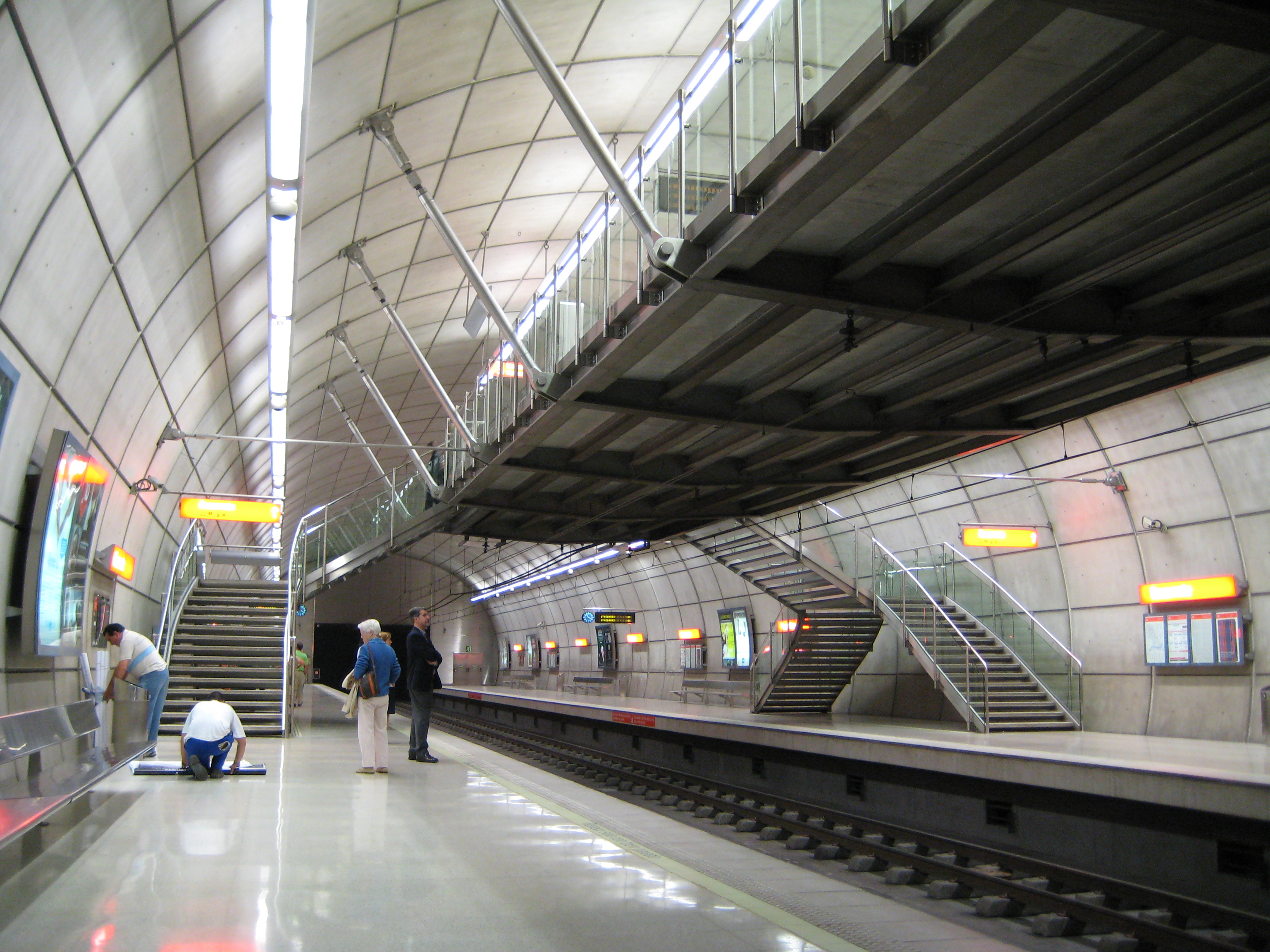
Passarel·la al metro de Bilbao.